# Cestrum sphaerocarpum
Cestrum sphaerocarpum är en potatisväxtart som beskrevs av Otto Eugen Schulz. Cestrum sphaerocarpum ingår i släktet Cestrum och familjen potatisväxter. Inga underarter finns listade i Catalogue of Life.